# 休斯頓鎮區 (明尼蘇達州休斯頓縣)
休斯頓鎮區（英語：Houston Township）是位於美國明尼蘇達州休斯頓縣的一個行政鎮區。

## 地方資料
休斯頓鎮區的面積為86.88平方千米，當中陸地面積為86.06平方千米，而水域面積為0.82平方千米。根據2020年美國人口普查的數據，當地共有人口394人，而人口密度為每平方千米4.53人。